# Deopteryx hypenetes
Deopteryx hypenetes är en fjärilsart som beskrevs av Dyar 1914. Deopteryx hypenetes ingår i släktet Deopteryx och familjen mott. Inga underarter finns listade i Catalogue of Life.